# AL-12 (Spanje)

De AL-12

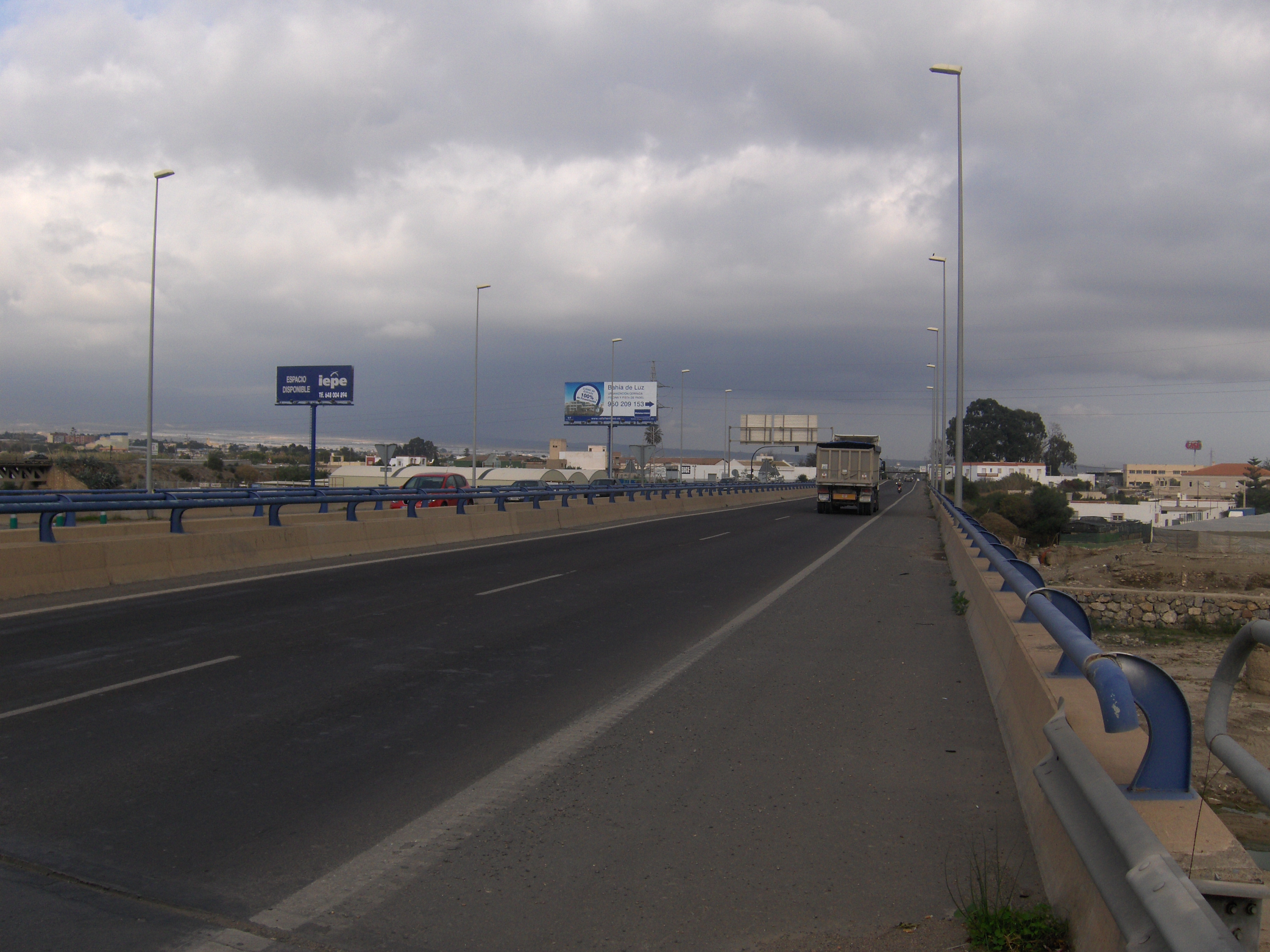
De AL-12

De AL-12 is een autovía in Andalusië. De stadssnelweg is 7 kilometer lang en verbindt Almería met de luchthaven.